# Francisco Belo
Francisco Miguel Pereira Boavida Pires Belo (Castelo Branco, 27 marzo 1991) è un pesista e discobolo portoghese.

## Palmarès
| Anno | Manifestazione          | Sede      | Evento           | Risultato      | Misura  | Note                                     |
| ---- | ----------------------- | --------- | ---------------- | -------------- | ------- | ---------------------------------------- |
| 2010 | Mondiali juniores       | Moncton   | Getto del peso   | 15º (q)        | 18,16 m |                                          |
| 2011 | Europei under 23        | Ostrava   | Getto del peso   | 15º (q)        | 17,04 m |                                          |
| 2013 | Europei under 23        | Tampere   | Getto del peso   | 16º (q)        | 17,63 m |                                          |
| 2013 | Europei under 23        | Tampere   | Lancio del disco | 25º (q)        | 50,38 m |                                          |
| 2015 | Universiadi             | Gwangju   | Getto del peso   | 12º            | 17,06 m |                                          |
| 2015 | Universiadi             | Gwangju   | Lancio del disco | 13º            | 52,40 m |                                          |
| 2017 | Europei indoor          | Belgrado  | Getto del peso   | 15º (q)        | 19,55 m |                                          |
| 2017 | Mondiali                | Londra    | Getto del peso   | 29º (q)        | 19,47 m |                                          |
| 2017 | Universiadi             | Taipei    | Getto del peso   | Oro            | 20,86 m | Miglior prestazione personale            |
| 2017 | Universiadi             | Taipei    | Lancio del disco | 5º             | 59,78 m |                                          |
| 2018 | Giochi del Mediterraneo | Tarragona | Getto del peso   | 7º             | 19,39 m | Miglior prestazione personale stagionale |
| 2018 | Giochi del Mediterraneo | Tarragona | Lancio del disco | dns            | dns     |                                          |
| 2018 | Europei                 | Berlino   | Getto del peso   | 14º (q)        | 19,66 m |                                          |
| 2019 | Europei indoor          | Glasgow   | Getto del peso   | 4º             | 20,97 m | Miglior prestazione personale            |
| 2019 | Mondiali                | Doha      | Getto del peso   | 32º (q)        | 19,52 m |                                          |
| 2021 | Europei indoor          | Toruń     | Getto del peso   | 4º             | 21,28 m | Record nazionale                         |
| 2021 | Giochi olimpici         | Tokyo     | Getto del peso   | 16º (q)        | 20,58 m |                                          |
| 2022 | Mondiali indoor         | Belgrado  | Getto del peso   | 15°            | 19,87 m |                                          |
| 2023 | Europei indoor          | Istanbul  | Getto del peso   | 12ª (q)        | 19,61 m |                                          |
| 2023 | Mondiali                | Budapest  | Getto del peso   | 27º (q)        | 19,24 m |                                          |
| 2024 | Europei                 | Roma      | Getto del peso   | 10º            | 19,74 m |                                          |
| 2024 | Giochi olimpici         | Parigi    | Getto del peso   | Qualificazione | nm      |                                          |

## Altre competizioni internazionali
2021
- Argento in Coppa Europa di lanci ( Spalato), getto del peso - 20,47 m